# J'veux de l'amour
J'veux de l'amour is een single van Raymond van het Groenewoud uit zijn album Leven en Liefdes (1980) en een van zijn bekendste liedjes. Het is een cover van het gelijknamige Franstalige lied J'veux d'l'amour van de Canadese zanger Robert Charlebois.

## Het lied
Van Het Groenewoud zong het lied voor het eerst in het openbaar op het Pinkpopfestival in 1980. Het lied werd al gauw een grote hit in Vlaanderen en ook zijn doorbraaknummer in Nederland.
"J'veux de l'amour" gaat over een zanger die terugblikt op zijn carrière en zowel positieve als negatieve momenten opsomt. Met gevoel voor ironie zingt hij over hoe hij in diverse Vlaamse gehuchten heeft opgetreden (Aalst, Peutie, Zwevezele, Genoelselderen), waar hij zowel "succes" als "ellende" gekend heeft. Het succes is echter relatief, aangezien de verzoeknummers die het publiek hem vroeg te spelen niets met zijn eigen repertoire te maken hebben (AC/DC is een Australische rockgroep, "Chérie" is het bekendste lied van smartlapzanger Eddy Wally en "Bakske vol met stro" een nummer van komiek Urbanus). Alhoewel hij een syndicaat en een agent heeft, "hebben artiesten meestal maar één verzoeknummer: "J'veux de l' amour!" ("Ik wil liefde!")
Het lied schetst ook buiten dit refrein een beeld van een eenzame, regelmatig dronken en amper erkende artiest. Zijn hond wacht de hele nacht in de auto, hij loopt regelmatig blauwtjes als hij vrouwen wil versieren en zijn vrienden vinden nooit de weg naar zijn optredens. Toch heeft hij een echtgenote die hij ongelukkig maakt door om 4 uur 's ochtends dronken thuis te komen en een "verstrooide madam die haar pil vergat voor abortus op weg naar Amsterdam." Tijdens zijn hele betoog wil de artiest slechts één ding: liefde. Het lied wordt bij elke strofe en elk refrein wanhopiger en luider zonder de amusante ondertonen uit het oog te verliezen.

## Vergelijking met Robert Charlebois' origineel
Van Het Groenewoud bleef qua thema, melodie en tekstuele opbouw trouw aan het origineel, maar voegde er toch zijn eigen stijl aan toe. Bepaalde details werden veranderd, meestal om het nummer een Vlaamser karakter te geven. Zo zong Charlebois in het origineel over de Canadese steden Longueuil, Vaudreuil, Repentigny en Lavaltrie. De verzoeknummers die hij aangevraagd kreeg zijn: Strangers in the Night (van Frank Sinatra), "Feelings" (door Morris Albert) en "Mexico" (door Luis Mariano). Ook de regels "Au compte-goutte/A la pelle/A Beyrouth/Au bordel/Au secours" werden bij Groenewoud veranderd in: "In een kano, op het strand, in de lift, op de tram, op de vloer". Bij Charlebois is "het meisje dat er tof uitziet" een "rosse met een groene trui" ("Je parle à la rousse avec un chandail vert") en in plaats van over de premier zingt hij over Luis Mariano, die beter zou verdienen dan zijn hit "Mexico". De vrouw die een abortus wil is bij Charlebois op weg naar Plattsburg in de VS.

## Andere versies
Van Het Groenewoud bewerkte "Je veux de l' amour" ooit met een andere tekst als een ode aan voetballer Wilfried Van Moer. De integrale tekst valt te lezen op blz. 93-94 van Carl Huybrechts' boek "Rik De Saedeleer, De stem van ons voetbal. Memoires.", uitgegeven bij Borgerhoff & Lamberigts, 2011. In 2021 zong Frank Lammers als de act Frank & Frank een bewerking van het lied onder de titel Frank de Boer, een ode aan de toenmalige bondscoach van het Nederlands voetbalelftal Frank de Boer.

## Verwijzingen in andere media
- Tijdens het grote gevecht tegen Krimson en zijn handlangers in het Suske en Wiskealbum De Krimson-crisis (1988) is er een tekstballonnetje te zien waarin iemand "Je veux de l'amour" zegt.
- In strook 15 van het Kiekeboealbum De wraak van Dédé (1991) zegt Ellen Boog, de vriendin van booswicht Dédé La Canaille ook: "Je veux de l'amour".
- In de allerlaatste aflevering van het Vlaamse televisieprogramma De XII Werken van Vanoudenhoven werden hoogtepunten uit de voorbije reeks getoond met "Je veux de l'amour" als begeleidende muziek. Bij elke regel hadden de makers een passend beeldfragment uit de voorbije afleveringen gemonteerd.

## Trivia
- De regel "ik wil er zelfs voor de premier/al heeft ie zijn smoeltje niet mee" verwijst volgens het boek "Je veux de l' amour" door Raymond van het Groenewoud naar toenmalig Belgisch premier Leo Tindemans. Toen het nummer in 1980 uitgebracht werd was Wilfried Martens echter premier.
- De verwijzing naar de "verstrooide madam (...) op weg voor abortus naar Amsterdam" refereert aan de veel liberalere abortuswetgeving in Nederland in 1980, in vergelijking met België. In België zou abortus pas in 1990 onder bepaalde voorwaarden gelegaliseerd worden, wat verklaart waarom de "madam" op weg is naar Amsterdam.

## NPO Radio 2 Top 2000
| Nummer met noteringen in de NPO Radio 2 Top 2000 | '99 | '00 | '01 | '02 | '03 | '04 | '05 | '06 | '07 | '08 | '09 | '10 | '11 | '12  | '13  | '14  | '15  | '16  | '17  | '18-'20 | '21  |
| ------------------------------------------------ | --- | --- | --- | --- | --- | --- | --- | --- | --- | --- | --- | --- | --- | ---- | ---- | ---- | ---- | ---- | ---- | ------- | ---- |
| J'veux de l'amour                                | 683 | -   | 930 | 941 | 564 | 647 | 783 | 840 | 810 | 745 | 845 | 892 | 994 | 1573 | 1317 | 1436 | 1688 | 1928 | 1824 | -       | 1555 |

1. ↑  Een '-' betekent dat het nummer niet was genoteerd en een vetgedrukt getal geeft de hoogste notering aan.
2. ↑  Deze tabel is bijgewerkt tot en met de laatste editie (2024).